# 井上広法
井上 広法（いのうえ こうぼう 1979年 - ）は、浄土宗の僧侶である。栃木県宇都宮市在住。
仏教と心理学の立場から現代人がより幸せに生きるヒントを伝える僧侶として活動している。

## 人物
佛教大学 で浄土学を専攻し卒業したのち、東京学芸大学 で臨床心理学を専攻して、グリーフケアの観点から「遺族における法事の心理的役割の検討」を執筆する。科学的に心の仕組みを学んだ僧侶として活動し、東日本大震災を契機として、お坊さんが答えるQ＆Aサービスhasunohaを企画運営している。心理学の中でも、特にポジティブ心理学の知見を参考にワークショップ「お坊さんのハピネストレーニング」を毎月開催している。史上初のお坊さんバラエティ番組ぶっちゃけ寺の立ち上げにも関わるとともに、同番組をはじめとした様々なテレビやラジオ等のメディアにも多数出演中である。
浄土宗光琳寺住職。未来の住職塾サンガ副会長、株式会社インナーコーリング チーフプロデュサー、寺子屋ブッダProgram Director、浄土宗栃木教区参事、hasunoha共同代表に就いている。

## 出演
- Rの法則（Eテレ、2014年）
- ソフィアの選択（フジテレビ、2014年6月25日）[2]
- 言いにくいことをハッキリ言うTV（テレビ朝日、2014年7月22日）[2]
- 林修の今でしょ！講座（テレビ朝日、2014年8月5日、9月2日、9月9日、9月16日、9月23日）[2]
- お坊さんバラエティぶっちゃけ寺（テレビ朝日、2014年9月～2017年2月）[2]
- ぶっちゃけ寺＆Qさま!!（テレビ朝日、2015年4月6日、8月10日、8月31日、10月19日、10月26日、11月16日、12月5日、2016年3月7日、11月7日、11月14日、2017年2月13日）[2]
- 「ぶっちゃけ寺」「しくじり先生」「Qさま!!」月曜3番組合体スペシャル（テレビ朝日、2015年4月27日）[2]
- スッキリ（日本テレビ、2016年2月5日）[2]
- 橋下×羽鳥の番組（テレビ朝日、2016年12月12日、12月19日）[2]
- 金曜イチから（NHK総合、2017年4月14日、4月15日）[2]
- ニコニコワークショップ「あなたのお悩み解決します!お坊さんによる説法ワークショップ」（ニコニコ生放送、2017年10月5日）[3]

## 著書
- 『心理学を学んだお坊さんの幸せに満たされる練習』（永岡書店、2016年）
- 『つながる仏教』（ポプラ社、2016年）
- 『hasunoha お坊さんお悩み相談室』（小学館集英社、2016年）